# Semiothisa externaria
Semiothisa externaria là một loài bướm đêm trong họ Geometridae.